# Конколевниця (гміна)
Гміна Конколевниця (пол. Gmina Kąkolewnica) — сільська гміна у східній Польщі. Належить до Радинського повіту Люблінського воєводства.
Станом на 31 грудня 2011 у гміні проживало 8484 особи.

## Площа
Згідно з даними за 2007 рік площа гміни становила 147.71 км², у тому числі:
- орні землі: 70.00%
- ліси: 24.00%

Таким чином, площа гміни становить 15.30% площі повіту.

## Населення
Станом на 31 грудня 2011:
| Опис     | Загалом | Загалом | Чоловіки | Чоловіки | Жінки | Жінки |
| -------- | ------- | ------- | -------- | -------- | ----- | ----- |
| одиниця  | осіб    | %       | осіб     | %        | осіб  | %     |
| все      | 8484    | 100     | 4275     | 50.39    | 4209  | 49.61 |
| міське   | 0       | 100     | 0        |          | 0     |       |
| сільське | 8484    | 100     | 4275     | 50.39    | 4209  | 49.61 |

## Сусідні гміни
Гміна Конколевниця межує з такими гмінами: Дрелюв, Луків, М'єндзижець-Подляський, Радинь-Підляський, Тшебешув, Улян-Майорат.